# Succinat-Semi-Aldehyd-Dehydrogenase-Mangel
Succinat-Semi-Aldehyd-Dehydrogenase-Mangel (englisch succinic semialdehyde dehydrogenase deficiency, SSADHD) ist eine extrem seltene angeborene Stoffwechselstörung. Sie ist durch einen Mangel desjenigen Enzyms charakterisiert, das am Abbau der gamma-Aminobuttersäure (GABA) beteiligt ist. GABA ist einer der wichtigsten inhibitorischen Neurotransmitter im Gehirn und steuert die Bewegungen des Menschen; ein Ungleichgewicht führt zu neurologischen Auffälligkeiten. Bei einem SSADH-Mangel ist die Signalübermittlung durch Neurotransmitter gestört. Damit fällt die Stoffwechselstörung unter die Neurotransmitter-Krankheiten.
„Neurotransmitter-Krankheit“ ist ein Oberbegriff für genetische Störungen, die die Synthese, Stoffwechsel und Abbau von Neurotransmittern beeinflussen. Diese angeborenen Stoffwechselstörungen beeinflussen das zentrale Nervensystem und wenn sie unbehandelt bleiben, kann es zu stark beeinträchtigter neurologischer Funktion kommen.
Synonyme sind: Bernsteinsäure-Semialdehyd-Dehydrogenase-Mangel; Succinat-Semialdehyd-Dehydrogenase-Mangel; 4-Hydroxybutyrazidurie; 4-Hydroxybuttersäure-Azidurie

## Verbreitung
Die Häufigkeit des Auftretens eines SSADH-Mangels wird mit unter 1 zu 1.000.000 angegeben. In der Literatur werden weltweit etwa 450 diagnostizierte Fälle genannt, es wird jedoch angenommen, dass viele SSADH-Patienten entweder nicht oder falsch diagnostiziert werden und damit die Dunkelziffer vermutlich erheblich höher ist.
Die Vererbung erfolgt autosomal-rezessiv. Rezessive Störungen manifestieren sich nur, wenn eine Person das gleiche defekte Gen von jedem Elternteil erbt. Ein Kind, das ein normales Gen und ein „krankes“ Gen hat, ist zwar Träger, zeigt aber keine Symptome. Die Wahrscheinlichkeit einer Übertragung der Krankheit auf die Kinder eines Paares, wenn beide Eltern Träger sind, ist wie für jede rezessiv vererbte Erkrankung 25 Prozent. 50 Prozent ihrer Kinder können statistisch Träger der Krankheit sein und 25 Prozent können beide normale Gene zu erhalten. Das Risiko ist für jede Schwangerschaft gleich hoch. SSADH-Mangel betrifft Männer und Frauen in gleicher Anzahl.

## Ursache
Der Erkrankung liegen Mutationen im ALDH5A1-Gen am Genort 6p22.3 zugrunde.
Das Enzym SSADH ist unter anderem beteiligt am Abbau von γ-Aminobuttersäure (GABA), γ-Hydroxybuttersäure (GHB) und 4-Hydroxynonenal (HNE). Mutationsbedingte Funktionseinbußen des Enzyms haben einen Anstieg der physiologischen Spiegel dieser Stoffe zur Folge. GHB ist ein Neurotransmitter und -modulator. HNE ist ein Elektrophil, das oxidativen Stress verursacht und toxisch ist.

## Symptome
Symptome, die mit SSADH-Mangel verbunden können mild, moderat oder schwer sein und variieren oft stark von Fall zu Fall. Manifestationen können umfassen:
- Verzögerte Entwicklung der Grob- und/oder Feinmotorik
- Verzögerte geistige Entwicklung
- Verzögerte Sprachentwicklung
- Hypotonie

## Diagnose und Behandlung
Ein SSADH-Mangel wird auf der Basis von Profiling von organischen Säuren im Urin oder über Aminosäurenanalyse im Blut diagnostiziert.
Gegenwärtig gibt es keine bekannte etablierte und allgemein wirksame therapeutische Behandlung für den SSADH-Mangel. Längerfristig könnten medizinische Fortschritte in der Gentherapie oder in der Stammzelltransplantation in Zukunft Wege darstellen, um die Störung zu heilen. Auf kürzere Sicht wurden bisher verschiedene Therapien untersucht:
- Vigabatrin
- Lamotrigin
- NCS-382-Antagonisten

## Geschichte
Die Krankheit wurde erstmals im Jahr 1981 durch den niederländischen Kinderarzt Cornells Jakobs und Mitarbeiter beschrieben. In den USA wurde in den 1980er Jahren die Patientenorganisation „SSADH-Association“ gegründet. Im Jahr 2016 wurde aus einer Elterninitiative schließlich auch ein in Deutschland ansässige Selbsthilfeorganisation gegründet – der SSADH-Defizit e.V. Aus der Selbsthilfeorganisation ist 2022 CureRare GbR ausgegründet worden, ein Beratungsunternehmen für Stakeholder aus dem Bereich seltene Erkrankungen.